# Jean Billy Mondésir
 (août 2025).
Jean Billy Mondésir, originaire des Cayes, né un 10 novembre 1984,  est un écrivain haïtien connu pour son premier roman titré « Il fallait venir un soir ». Lequel roman a eu l'appréciation spéciale du jury du prix Deschamps en 2015, le plus ancien concours littéraire en Haiti été aussi un diplomate, opposant aux régimes totalitaires.

## Biographie
Avant de se consacrer entièrement à l'écriture, la promotion du livre et de la lecture; Jean Billy Mondésir occupait des fonctions de journaliste, de chargé de communication et d'animateur de bibliothèque. Il entretient un rapport intime avec les livres. Depuis 2015, Jean Billy Mondésir retourne à sa ville natale où il met en œuvre en 2016 le projet « Petites étoiles ». Cette initiative prend la forme de clubs de lecture en milieu scolaire . Aujourd'hui, une vingtaine d’établissements scolaires de Camp-Perrin et des zones environnantes sont impliqués dans ce projet.

### Ses œuvres
Entre 2003 et 2024, Jean Billy publie deux recueils de poésie : “Tèt gridap” et “Mes culottes perdues”. En 2015, il publie son premier roman, « Il fallait venir un soir ». Lequel roman a été salué par des critiques élogieuses,. D'ailleurs, il a été mis en scène dans le cadre du Festival Nègès Mawon tenu en 2017.